# Erateina drucei
Erateina drucei là một loài bướm đêm trong họ Geometridae.